# 이집트 제26왕조
이집트 제26왕조는 이집트 말기왕조의 하나로, 기원전 664년부터 기원전 525년까지 다스렸다.
이집트 제25왕조가 이집트의 혼란을 잠시 수습하였지만, 이들은 곧 강력한 아시리아 세력과 대적하게 되었다. 특히 아슈르바니팔은 타하르카와 대결하여 테베까지 점령한 후, 누비아 인들을 쿠시 왕국으로 쫓아내고 나일강 삼각주의 사이스에서 이집트 북부의 귀족 한 명(24왕조의 후예)을 파라오로 세우는데, 이 사람이 바로 네카우 1세이다.
이후 26왕조는 25왕조가 다스리던 상이집트 지역을 포괄하며 100년 이상을 안정적으로 통치하였으나, 강성한 아케메네스 제국의 공격을 견디지 못하고 기원전 525년 멸망한다.

## 역대 파라오
- 네카우 1세(기원전 665년 ~ 기원전 664년)
- 프삼티크 1세(기원전 664년 ~ 기원전 610년)
- 네카우 2세(기원전 610년 ~ 기원전 595년)
- 프삼티크 2세(기원전 595년 ~ 기원전 589년)
- 와히브레(기원전 589년 ~ 기원전 570년)
- 아흐모세 2세(기원전 570년 ~ 기원전 526년)
- 프삼티크 3세(기원전 526년 ~ 기원전 525년)

## 같이 보기
- 이집트 말기왕조